# 基里爾·梅列茨科夫
基里尔·阿法纳西耶维奇·梅列茨科夫（俄语：Кири́лл Афана́сьевич Мерецко́в，羅馬化：Kirill Afanasyevich Meretskov，1897年6月7日—1968年12月30日），苏联军事领导人，苏联元帅。他于1918年加入紅軍，在俄国内战中曾多次负伤，后入总参军事学院学习和骑兵第1集团军作战。内战结束后在多个军区担任参谋长，参与军事改革，十分看重士兵训练和改善交通的重要性。1936年作为苏方军事顾问参加西班牙内战，回国后升任副总参谋长。1939年底的苏芬冬季战争中，他率军突破芬兰的曼纳海姆防线，获得苏联英雄称号。1940年8月到1941年1月间短期担任苏军总参谋长，参与苏军“反侵略计划”的制定。
苏德战争爆发后不久被捕入狱，在狱中备经拷打与折磨，3个月后他被释放，派往西北方向。曾抵御南下的芬兰军队和夺取德军控制的季赫温，防止列宁格勒被彻底包围。其后两年里他多次组织解除对列宁格勒的围困的行动，经历过柳班战役的失败和“火花”行动的成功。列宁格勒解围后，组织了对芬兰军队的进攻，迫使芬兰退出战争。1944年在佩察莫-希尔克内斯攻势攻势中击败德军，被授予苏联元帅军衔。1945年8月指挥远东第1方面军参加八月风暴行动，迅速攻入滿洲地區，获得了苏联最高军事荣誉胜利勋章。

## 早年
基里尔·梅列茨科夫生于俄罗斯帝国梁赞省扎赖斯克县（现俄罗斯莫斯科州扎赖斯克）纳扎列沃村的贫农家庭。十五岁到莫斯科谋生，成了一名钳工。他喜欢钳工甚过农活，但常顶撞工头的打骂，不是被罚款就是被开除，三年内在五个工厂干过活。其间他参加了工人夜校，努力提高了自己的文化水平。1915年他因参加罢工面临被捕，在老布尔什维克列夫·雅科夫列维奇·卡尔波夫的安排下，他到弗拉基米尔州苏多格达的松节油厂工作。工作一段时间后，梅列茨科夫开始希望成为一名化学工程师:1-11。
1917年2月起，苏多格达县工人运动逐渐高涨，梅列茨科夫参加了布尔什维克党。5月他当选为新成立的布尔什维克党苏多格达县委会书记。临时政府武力镇压布尔什维克在彼得格勒组织的示威的七月事件发生后，布尔什维克在苏多格达当地的处境艰难起来，梅列茨科夫担任了新成立的赤卫队参谋长，从此开始了他之后二十余年的参谋工作。之后的几个月他主要从事发展赤卫队、巩固县政权、维护土改秩序的工作:11-24。

## 俄国内战

### 加入红军到骑兵集团军
1918年6月白军袭击了弗拉基米尔省的穆罗姆城苏维埃，占领了该市，梅列茨科夫率领赤卫队参与了收复该市的战斗。8月底红军发动喀山战役，以夺回被捷克斯洛伐克军团和立憲委員會人民軍所占据的喀山，梅列茨科夫被选入弗拉基米尔支队，担任政委，开始了他五十年的军旅生涯。9月他在进攻中受伤，修养了两个月，也获得了自己的第一枚红旗勋章。恢复健康的他希望重返前线，而县委却希望他负责县军训普及工作。争论不下时，省级机关命令他去总参谋部军事学院学习。学院一二年级的学员常会中断学习被派到前线。1919年5月梅列茨科夫被派到顿河地区的第9集团军第14师任参谋长助理。最初任务是在司令部里收集情报，标注作战地图。他认为在通信不畅的情况下，这种方式难以反映实际情况，要求自己到各部队收集情报，得到了司令斯捷平尼的批准和信任。6月份，由于友邻部队撤退，第14师为避免被邓尼金的军队和哥萨克骑兵合围被迫撤退。在撤退途中他再次受伤，伤愈后和所有在战斗中幸存的一年级学员一起调回军事学院就读二年级:25-48。
1920年夏天，梅列茨科夫再次中断学习，被派往西南方面军司令部所在地哈尔科夫，见到了司令员亚历山大·叶戈罗夫，并和军事委员会委员约瑟夫·斯大林进行了长时间的谈话，随后被分配到谢苗·布琼尼指挥的骑兵第1集团军下属第4师任参谋长侦察助理。他常为骑兵受阻于铁丝网和战壕，找不到迂回路线发愁。他试图和各旅旅长交流，发现他们不是无计可施就是觉得这应该是他这个参谋的责任。不久集团军分兵追击敌人，兵力分散，第4师设在科罗斯坚地域的司令部被偷袭。值班的梅列茨科夫喊醒了伏罗希洛夫。击退敌军中，梅列茨科夫再次受伤。休养半月之后，他被派往谢苗·康斯坦丁诺维奇·铁木辛哥率领的第6师任参谋长助理，除了负责侦察也参与作战工作。8月份他接受寻找浅水渡口和迂回小径的任务，以便出其不意地渡过斯特里河进攻。不久波兰军队在侧翼的行动，组织了集团军的全面进攻。红军总司令谢尔盖·谢尔盖耶维奇·加米涅夫认为这是西南方面军与米哈伊尔·尼古拉耶维奇·图哈切夫斯基率领的西方面军协同不好出现缺口导致的，停止实施利沃夫战役，将骑兵第1集团军划归西方面军，梅列茨科夫因此回到军事学院进修三年级课程。梅列茨科夫在回忆录中认为这段在骑兵集团军的经验对他影响颇大，“1917年夏季到1920年夏季可以作为我成为军事首长的第一个阶段”:48-62

## 1921-1939年

### 军事学院与军事改革
梅列茨科夫在总参军事学院的所学的课程内容丰富，包括哲学、政治经济学、历史和军事科学等诸多课程，还常有军事首长来学院做讲座，比如图哈切夫斯基就和学员讨论过红军在华沙战役中失败的原因，学员们也常会和教授一起研讨第一次世界大战中的军事问题。1921年1月梅列茨科夫利用养伤假期回到苏多格达，和相恋五年的叶夫多基娅·波得罗夫娜·别洛瓦娅结了婚，她后来一直在梅列茨科夫所在方面军的军医部门工作。10月份他通过了学院的毕业考试，在论述“战略和战术中思想和意志的统一”的题目上得到优秀，而在论述吕岑战役、包岑战役和集团军规模的战役的题目上得到良好的成绩:62-78。
毕业后，梅列茨科夫被推荐到驻彼得格勒的独立训练旅任旅长，但图哈切夫斯基向谢尔盖·加米涅夫要求，把骑兵出身的他调往西部军区，组建白俄罗斯骑兵军司令部，他组建好了指挥部之后发现是徒劳的，因为新司令员会把自己的指挥部直接带过来，随后他用了九个月时间整顿了情况十分糟糕的托木斯克骑兵师，自己回忆说：“一个团刚整顿就绪，就被调走交给另一个骑兵师，最后一个团被调走后，此骑兵师就解散了”。他的下一个任务是检查六个地方民兵局的工作，这让他对彼得罗扎沃茨克、季赫温地区有了一定了解，多年后他将在这些地区抗击德军。1923年底，梅列茨科夫被派往高加索军区任顿河步兵第9师参谋长。他积极顺应当时目标为正规化，制度化的军事改革的要求，在补充兵员、训练新兵和加强装备方面作了一些工作:79-88。

### 多个军区参谋长

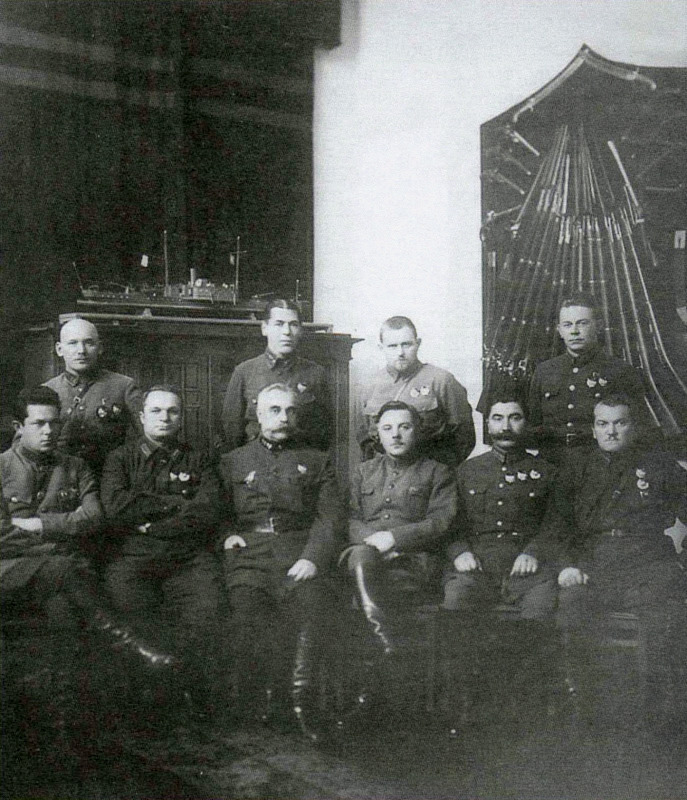
1927年红军革命委员会的合影，梅列茨科夫曾是其中的叶戈罗夫、伏罗希洛夫，布琼尼和乌博列维奇（后右一）的部下，认为乌博列维奇影响了自己的一生

1924年7月他被任命为莫斯科军区动员部部长。甫一到任，他就和组织部长戈尔巴托夫一起提出减少办事人员，增加效率的方案，得到了革命军事委员会主席米哈伊尔·伏龙芝和军区司令伏罗希洛夫的支持。9月起他兼任军区副参谋长，在伏龙芝和伏罗希洛夫领导下参与了地方民兵制度和后勤制度正规化的改革，并试验了局部动员的效果。期间他还常受军事学院的委托，为学员介绍地方工作的经验，与院长帕维尔·帕夫洛维奇·列别杰夫就正规军与地方军事力量配合进行过讨论。1925年秋伏罗希洛夫接任去世的伏龙芝任革命军事委员会主席，格奥尔吉·巴济列维奇代理莫斯科军区司令。之后的三年，梅列茨科夫与他配合成功地完成了军区的军事改革工作，认为他的言传身教给了自己很大帮助:90-97。
1928年11月莫斯科军区新任司令员伊耶罗尼姆·彼得罗维奇·乌博列维奇到任，他担任过多个军区的司令员，并曾于1927-1928年在德军总参高等军事学院学习。乌博列维奇一到任就强调阶级教育、训练和新式装备的重要性，组织了多次实兵演习。他对演习的讲评、他在提高平时训练和对坦克兵的指挥水平、建立坦克兵训练基地和需要加强空中防御的意见深深影响了梅列茨科夫。梅列茨科夫认为乌博列维奇影响了自己的一生，在回忆录中写道：“在这以前（也不妨说在这以后）还没有一位军事首长能像他那样使我获得那么多的教益。”:97-110
1930年梅列茨科夫轮到担任实习指挥员任务，被任命为步兵第14师师长兼政治委员，莫斯科军区政治部副主任赫鲁廖夫为梅列茨科夫的政委工作提供了很多建议，这让他了解了政工工作方式和如何与政工人员相处。后来在苏德战争里，这一经验帮助他与一向和军事主官关系紧张的列夫·麦赫利斯相处得不错。不久根据苏联和魏玛共和国签订的《苏德友好中立条约》，他被编入红军指挥官小组前往德国参谋部进行考察交流。他对德国参谋部里工作的熟练度和良好的组织印象深刻，但是也认为这样作过于墨守成规，会限制参谋人员的能动性。
回到俄国后，梅列茨科夫和当时莫斯科军区的司令员科尔克在因工作方式和个人性格不同，发生分歧。随着矛盾加深，1932年4月他被调往和德国接界的白俄罗斯军区任参谋长。重新在乌博列维奇指挥下工作。梅列茨科夫除了强调训练强度以外，还发现白俄罗斯军区交通状况不佳，一旦遇到突发事件，不同地域上的部队将无法联系，于是在修筑军队调动所用道路和改善整个交通线路进行了大量工作，但因财政拨款不足只完成了一部分。1934年白俄罗斯军区组织了一次当时规模最大的联合演习，翌年梅列茨科夫和作战部部长马特维·扎哈罗夫，罗季翁·雅科夫列维奇·马利诺夫斯基合作编写的纵深战斗细则开始在部队中使用:116-123。

### 远东与西班牙
为防备在远东地区蠢蠢欲动的日本，1935年1月梅列茨科夫和一批干部被调往红旗远东特别集团军，仍担任参谋长，任务是协助加强当地战备和防御体系，提出针对关东军行动的建议。梅列茨科夫与集团军司令布柳赫尔元帅相处融洽，在短时间里熟悉了当地的情况。十年之后，他担任了远东第1方面军司令时，战前对远东地区的熟悉和积累的经验让他受益匪浅。1936年梅列茨科夫和布柳赫尔回莫斯科参加会议，两人进行了最后一次关于在远东扩展军事工程的长谈。之后他因咽炎留在了莫斯科，没有再回远东，而布柳赫尔两年后卷入了大清洗中。不久梅列茨科夫作为军事代表团团长访问了捷克斯洛伐克,他认为捷克斯洛伐克的军队已做好了反击侵略的准备，对之后的1938年捷克政府拒绝和苏联红军合作而不满:123-130。
1936年10月初西班牙弗朗哥的军队开始围攻马德里，苏联派出以别尔津为首的军事顾问团，梅列茨科夫和马利诺夫斯基、坦克兵专家德米特里·巴甫洛夫、炮兵专家尼古拉·沃罗诺夫都作为军事顾问被派往西班牙。梅列茨科夫勘察了马德里城的地形，到步兵部队鼓励因撤退而情绪低落的士兵，协助一步步把组织纪律性不强的西班牙共和国军队改组成正规军，还曾劝说西班牙首相弗朗西斯科·卡巴列罗离开马德里，前往巴伦西亚组织抵抗。1936年11月弗朗哥军队开始从正面进攻马德里，梅列茨科夫一方面协助组织防御，一方面负责在阿尔瓦赛特组建国际旅。随着国际旅和苏联坦克群的投入战场，佛朗哥军队的进攻被击退。
在摩洛哥军团被击退后，1937年佛朗哥决定开始以意大利远征军为主力，从马德里的东南面沿哈马拉河进攻，希望切断马德里和海港城市的联系。此时马德里防御委员会主席的军事顾问格里戈里·伊万诺维奇·库利克被调回国，梅列茨科夫接替他的职务，具体组织马德里的防御。指挥了1937年2月的哈马拉河战役，通过坚守消耗了敌人力量，然后进行反击击退了敌军的进攻。3月又指挥了瓜达拉哈拉战役，歼灭敌军6000余人，取得了对意大利远征军的决定性胜利。1937年6月梅列茨科夫回到俄国，并因自己的在这两次战役中的功绩获得他的第二枚红旗勋章和第一枚列宁勋章:131-176。

## 战前岁月

### 苏芬冬季战争

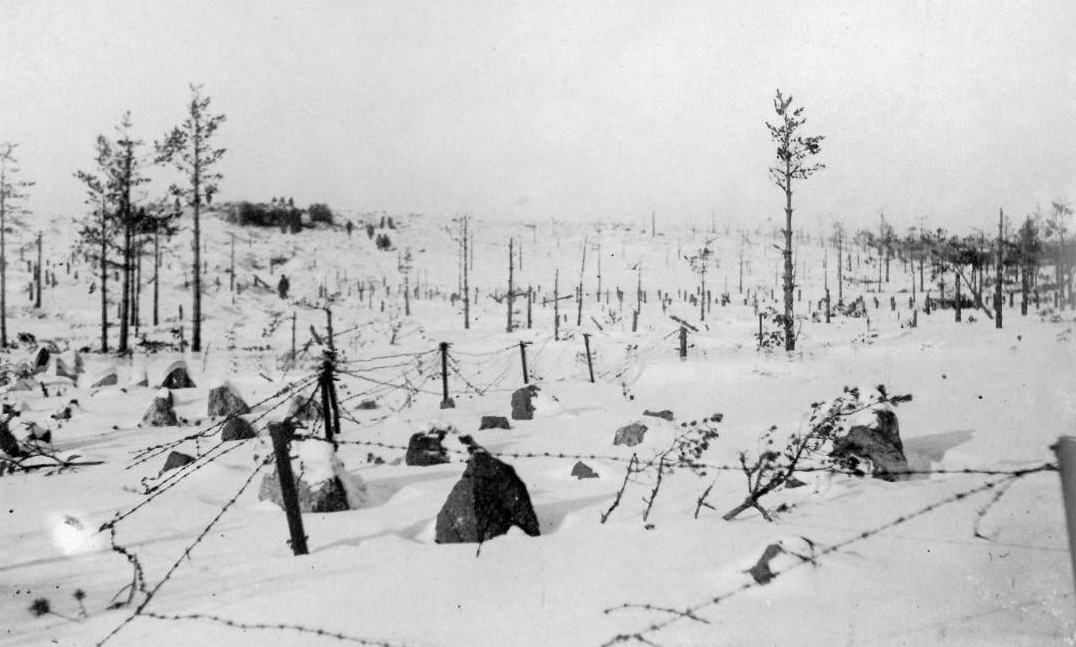
曼纳海姆防线

1937年6月梅列茨科夫回国，升任苏军副总参谋长，在总参谋长鮑里斯·米哈伊洛維奇·沙波什尼科夫领导下工作，兼任斯大林为首的总军事委员会的书记。在繁重工作之余，他阅读了很多军事专著，系统研究了沙波什尼科夫的名作《军队的大脑》。1938年9月斯大林问他：同时兼顾这两个职务是否有些困难？感到意外的梅列茨科夫承认了这一点。斯大林决定让他再工作一段时间，然后任命他为某个军区司令员。不久他被任命为伏尔加河沿岸军区司令，但由于苏芬边境形势趋于紧张，为加强对芬兰的军事防御，他很快被调任列宁格勒军区司令员。他与列宁格勒州委书记兼军区政委的安德烈·日丹诺夫、市委书记库兹涅佐夫配合得不错。1938年冬季他考察了距列宁格勒不到四十公里的苏芬边界情况，特别是卡累利阿地峡的军事设施和道路状况，之后又和日丹诺夫一起考察了军区南部，认为需要利用1939年的春夏两季在军区北部建设道路，南部修建筑垒地域，防止敌人从波罗的海地区向楚德湖发动进攻。斯大林很重视此事。但梅列茨科夫事后反思认为工地建设速度仍然不够快:177-187。
1939年，苏联希望以奥涅加湖以西一块土地换取苏芬国界推前几十公里的谈判失败。夏末芬兰曼纳海姆防线的二期工程完工，整个防御工事更为坚固，芬兰军队逐渐进入筑垒地域。7月斯大林召见了沙波什尼科夫和梅列茨科夫，询问他们对掩护国境、对芬兰发动进攻和为列宁格勒等城市夺取缓冲地带的看法。沙波什尼科夫认为这需要集中全国的人力物力，斯大林嘲笑了他。询问梅列茨科夫的意见时，梅列茨科夫说这需要计算，斯大林就将这次战役任务只交给列宁格勒軍區实行。梅列茨科夫在回忆录中说他对于仓促发起这场战争是有所怀疑的，“认为这次军事行动十分容易是一种犯罪”，“实施这种规模的战役几个星期是不够的”。但又不得不宣称可以在两周之内结束战争。
1939年11月30日苏联在长达800公里的苏芬边境上发动全面进攻，梅列茨科夫的任务是指挥第7集团军和三个师（后扩充为第13集团军）组成的战役集群，攻击位于芬兰湾和拉多加湖之间50-100公里宽的卡累利阿地峡的芬兰军队，摧毁曼纳海姆防线。在炮兵的支援下，到12月初，第7集团军已突破曼纳海姆防线的保障地带，楔入芬兰领土25-65公里。但随后就发现对曼纳海姆防线二期工程的情报有误，误认为它和1929年的一期工程没什么差别。而按照其现有的防御能力，加之芬兰军队充分采用滑雪和防御工事的顽强抵抗，梅列茨科夫的兵力和装备根本无法完成作战任务。同时斯大林的大清洗致使当时有经验的指挥员奇缺，部队之间完全缺乏协调。最终梅列茨科夫组织的几次强攻都毫无进展。
1940年1月列宁格勒军区被改组为西北方面军，铁木辛哥取代伏罗希洛夫担任总指挥。铁木辛哥将极地地区的集群整编为三个集团军，加强部队间的协作，为第7集团军和第13集团军补充了迫击炮和滑雪兵。梅列茨科夫也花了一个月时间对曼纳海姆防线进行了航空侦察，组织大威力火炮射击和各兵种的协同。他在此段时间写出的强攻永久筑垒地域的条例是苏军第一份这方面的条例。2月11日苏军再次开始强攻曼纳海姆防线，一周后突破该防线，不久遇到了当时芬兰第二大城市维堡附近的驻垒地域。梅列茨科夫麾下第70步兵师师长米哈伊尔·彼得罗维奇·基尔波诺斯建议实行迂回行动取得成功，苏军攻占了维堡，芬兰政府被迫和苏联进行谈判。1940年3月《莫斯科和平协定》签订后，一大批冬季战争中的将领被提升，铁木辛哥升任国防人民委员，梅列茨科夫则获得了苏联英雄称号，升任副国防人民委员:201-218。

### 总参谋长
作为负责军训和军事院校的副国防委员，他在莫斯科、列宁格勒、白俄罗斯和基辅军区组织进行了师级的实弹演习检验训练效果。在对演习的总结中，他认为步兵、炮兵和空军的训练与协同令人满意，但坦克部队数量太少，训练不足，这和铁木辛哥所持的乐观态度有分歧。8月斯大林突然命令梅列茨科夫接任总参谋长，感到意外的梅列茨科夫勉强接受了这个责任重大的职务。1940年10月他向斯大林报告了“反侵略作战计划”的准备情况，这个计划是之前沙波什尼科夫布置，让华西列夫斯基，尼古拉·费多罗维奇·瓦图京和马兰金起草的，斯大林不赞同计划中认为德军的主攻方向是西部的说法，认为敌人主攻方向是苏联最为富庶的西南地区，铁木辛哥也支持斯大林，梅列茨科夫只好和华西列夫斯基等人按照这一意见修改了计划。事后证明，高层对德军主要突击方向的判断错误是战争开始后苏军溃败的一个主要原因:25。
1940年深秋苏军本应在白俄罗斯军区进行演习。为不想引起德国人的注意，斯大林几次推迟了演习时间，也没让梅列茨科夫担任演习首长，而让作战部部长瓦图京担任。梅列茨科夫回忆说，当时的形势十分复杂，斯大林对于战争的态度犹豫不决，既积极备战又有拖延战争爆发的想法，前线的部队人数的确在大幅度增加，但武器装备越发显得不足。他认为缺乏准备和进入战备状态太晚也是苏军溃败的一个主要原因。对此莫洛托夫认为梅列茨科夫这是回避总参谋部的责任，将责任推卸到斯大林身上。白俄罗斯军区演习结束后，斯大林决定通过召开一次高级军事会议对红军高级军事指挥员进行集训。梅列茨科夫在这次会议上作了《陆军、空军的战斗训练和高级指挥人员的战役训练的任务和总结》的报告。把重点放在指出现行体制中的缺点上，认为苏军的条令和细则相对于当时的新武器，如飞机和坦克的蓬勃发展，已经过时，需要迅速制定新的条令细则；指挥员对防御不够重视，强调必须纵深梯次配置防御；部队的训练仿佛是在温室中进行的，应组织接近实战水平的训练。他认为出现这种现象的主要原因是指挥员队伍过于年轻，他们亟需提高理论水平和实战经验:215-220。
本次会议结束之后，领导人员小组留下进行了图上战略演习。演习的结果是朱可夫率领的“蓝”方突破了巴甫洛夫率领的“红”方的防御。梅列茨科夫在演习后向斯大林汇报时，刚叙述完蓝方在数量的优势，就被斯大林用一句“不要忘记，在战争中重要的不仅是数量上的优势，还有指挥员和军队的作战艺术。”打断了:206-207，之后就问起他如何看待对德军的侦察情报来，梅列茨科夫的解释未能让斯大林满意，铁木辛哥发表意见时也未支持梅列茨科夫。第二天，他得知自己被撤销总参谋长职务，重新担任负责训练的副总参谋长。铁木辛哥推荐朱可夫取代了他的职务。1941年上半年，梅列茨科夫到各军区进行了布防和战备视察。他对马基恩·波波夫领导的列宁格勒军区和扎哈罗夫任参谋长的敖德萨军区的训练和布防比较满意，而在基辅特别军区，他发现了防御驻垒方面存在的不足，并向基尔波诺斯指出了基辅军区将高射炮兵和反坦克炮兵一起改编，这会导致反坦克力量不足，但可惜这个问题没有得到解决。随后他在西部特别军区发现这里居然允许德国客机在机场着陆，为此和军区司令员巴甫洛夫、军区航空司令员科佩茨发生了严重的争执。

## 二战经历

### 保卫列宁格勒
1941年6月22日苏德战争爆发，梅列茨科夫当天就作为统帅部代表前往列宁格勒军区。此时的苏芬边境还处于平静之中，他的主要任务是固守边界，击退未来会出现的进攻。可刚工作了两天，他就被召回莫斯科。当时，苏联正展开1941年清洗红军。不久他就和鲍里斯·利沃维奇·万尼科夫一起被捕入狱，接受审查。在狱中他遭受了5名内务人民委员会工作人员的严刑拷打，逼他承认和万尼科夫、库利克、巴甫洛夫大将等人联合，准备发动政变。梅列茨科夫被打断数根肋骨，在地上翻滚，惨遭了非人的虐待，梅列茨科夫在世时从未提及这一段经历，因此他的回忆录中1941年6月底到9月底是空白时间。1941年9月梅列茨科夫突然被释放，斯大林见他之后问道“梅列茨科夫同志，身体还好吗？”随后他得知，德國北方集團軍对列宁格勒发起猛烈攻击，他要作为最高统帅部大本营代表身份，到西北方面军去保护列宁格勒和莫斯科之间的联系，以免列宁格勒地区的部队被合围:228-233。
梅列茨科夫刚在西北方面军建立了和下属部队的联系，稳定了战线，正准备联合列宁格勒方面军一起发起反击，拔除德军杰缅斯克登陆场时，又被调往拉多加湖以东的沃尔霍夫方向，帮助第7集团军司令戈列连科挡住正向沃尔霍夫前进，希望和德军会合的芬兰军队。梅列茨科夫到达后，发现自己的这支老部队有被分割成3段的危险。他果断地接管了集团军的指挥，组织过于突出的集团军右翼有序后撤150公里，利用舰队将被击溃的其他战斗集群撤到奥涅加湖南岸，这两部分队伍和短程后撤的左翼会合后在斯维里河建立防线，挡住芬兰军队。经过在斯维里河和奥涅加湖地区的3周苦战，芬兰军队在这一地域只推进了16公里，沃尔霍夫东侧的防线得以稳定，一直保持到1944年5月夏季为止:234-242。
11月初威廉·馮·里布率领北方集團軍群发动季赫温进攻战役，成功占领了列宁格勒背后的季赫温，击溃了苏联独立第4集团军，完成了对列宁格勒的全面包围，且从后方威胁到梅列茨科夫的斯维里河防线。在里布开始把北方集團軍群的兵力调往中央集团军以加强对莫斯科的攻势时，梅列茨科夫接管了被德军击溃的第4集团军的指挥，使用第7集团军的部分部队予以加强后，开始对季赫温进行突击。这次突击出乎德军意料，使得占领季赫温的德军无法继续向东扩大战果，只能回撤和苏军反复争夺季赫温的控制权。伊万·费久宁斯基指挥的第54集团军此时也经拉多加湖冰面协助进攻季赫温。到12月9日德军不得不放弃季赫温，列宁格勒和外界联系的唯一通道获得了恢复:413，德军中央集团军也不得不调派兵力给北部集团军以保持对列宁格勒的合围，从而减轻了德军对莫斯科的压力:243-264。

### 柳班战役的失败

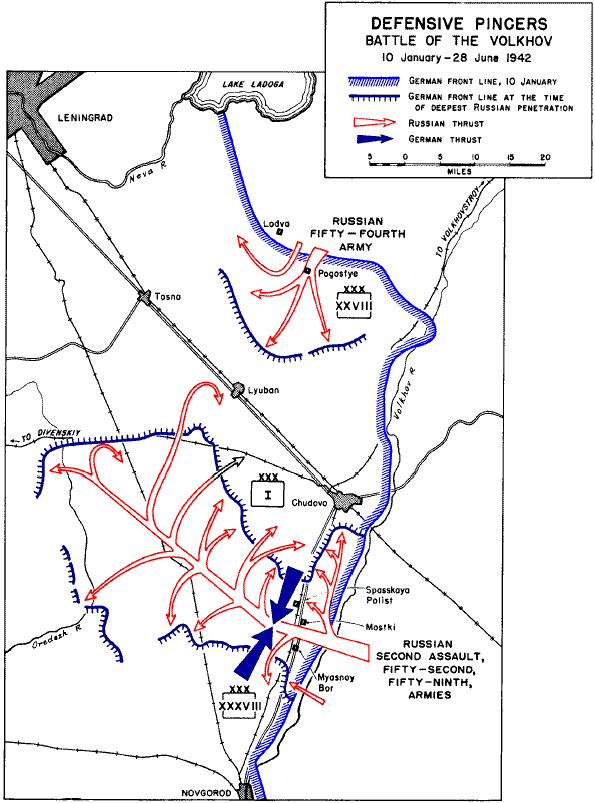
柳班战役示意图，上方白色箭头为霍津指挥的列宁格勒方面军进攻方向，下方白色箭头为梅列茨科夫指挥的沃尔霍夫方面军行动方向，其中的第2突击集团军突进到沃尔霍夫河西岸，最后被黑色箭头代表的德军切断联系合围

1941年12月起，梅列茨科夫担任新组建的沃尔霍夫方面军司令，任务是先肃清沃尔霍夫河以东的德军，以防止德军和困于斯维里河以北的芬兰军队会合，伺机进攻在沃尔霍夫河西岸的德军，最终和米哈尔·霍津中将率领的列宁格勒方面军里应外合解除对列宁格勒的封锁。但此时他麾下的第4和第7集团军已在争夺季赫温的战斗中疲惫不堪，他希望把列宁格勒包围圈外的第54集团军由自己指挥的要求又遭到列宁格勒方面军的反对。在这种兵力不足，后勤运输困难的局面下，大本营坚决要求立即发起列宁格勒解围战役。梅列茨科夫明知根本不足以在主要突击方向上集中优势兵力，也只得尽力执行，在1942年1月发起了对列宁格勒的解围攻势。
进攻从一开始就遭到德军的顽强抵抗，只有第2突击集团军和第52集团军成功突破了敌人的第1条防线，大本营承诺为梅列茨科夫补充2个集团军，要求他继续向柳班进攻，扩大突破口，但这个集团军始终没有到来。梅列茨科夫希望整顿次要突击方向上的各师，抽调兵力加强第2突击集团军。大本营则认为这会导致攻击停顿，要求他不顾一切进攻。盲目的攻击最终受阻，无法扩大已造成的突破口，而第2突击集团军也被困在了森林和沼泽中:243-244。梅列茨科夫提出要迅速加强第2突击集团军，要不就把它撤回。为此他组织了突击，打通了和第2突击集团军的交通线。在他正要用调来的预备队加强第2突击集团军时，得知自己的方面军被撤销了。后来才得知，这是因为霍津坚信如果把沃尔霍夫方面军也划归自己指挥，就可以突破列宁格勒的包围。梅列茨科夫交接时向霍津强调第2突击集团军的险境，并且到了莫斯科后又当面向斯大林和马林科夫强调，应该把近卫步兵第6军划归第2突击集团军率领，否则就应该让突击集团军撤退，不让将全军覆没，斯大林回应会考虑的:265-290。
梅列茨科夫被派去担任西方向总司令朱可夫的副手，他主动要求指挥1个集团军而不是担任职责不明确的西方向总指挥部副司令。朱可夫答应向斯大林反映，让梅列茨科夫先去加里宁方面军了解情况，不久他被任命为第33集团军司令。这个集团军当时只有指挥部是满员的，下属两个师十分疲惫地分散在宽大的战线上，第3个师还在组建。朱可夫当时问斯大林“难道要给梅列茨科夫1个集团军空架子吗”？斯大林回答说“梅列茨科夫有在军区、集团军、方面军工作的经验，又在总参谋部工作过，就让他给我们重建这个集团军吧”。梅列茨科夫只好从培训军官、侦察地形、训练新兵、改善防御等事情做起。刚干了1个多月，又被紧急召回莫斯科，重任沃尔霍夫方面军司令员。原来由于霍津既没有加强第2突击集团军却又命令它继续进攻，导致陷入重围:291-314。斯大林严令华西列夫斯基和梅列茨科夫重新组织突击，哪怕丢弃重武器，也要把第2突击集团军撤出来。经历了惨重损失后，苏军打开了1个很窄的缺口，但由于当时第2突击集团军的指挥已然混乱，只有大约只有15,000人突围而出:244-245。

### 解除对列宁格勒的围困

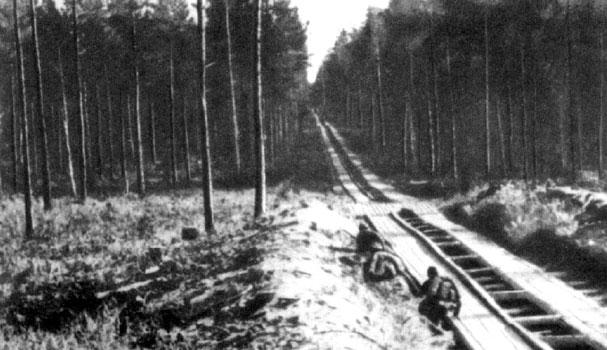
沃尔霍夫方面军面对的密林地带

梅列茨科夫回到沃尔霍夫方面军之后，和接替霍津出任列宁格勒方面军司令的戈沃罗夫共同组织列宁格勒地区的军事行动。任务是减轻对列宁格勒军事压力的同时，从西部和南部战线吸引尽可能多的德军。当时这两个方面军中间的德军位于拉多加湖南岸一块宽16公里的地带。这里大部地区布满森林与沼泽，而德军又坚守着其中唯一的干燥地—西尼亚维诺高地，十分不利进攻。而苏军考虑到没有力量进行太长时间战役，就选择了这条离列宁格勒最短的路线进行进攻，同时也可以造成攻击的突然性。不料德国北方集团军群此时也正在策划「北方之光」行动，从南方调来了曼施坦因的第11集团军，希望可以一举占领列宁格勒，这正好大大加强了拉多加湖南岸的防御。8月底沃尔霍夫方面军发动了西尼亚维诺攻势，最初的1周内进展较为顺利。希特勒对此极为不满，于9月4日命令曼施坦因取代屈希勒指挥当地的全部德军。
由于两个方面军配合不佳和兵力装备均不足，9月10日－9月20日两方在西尼亚维诺高地附近陷入胶着，曼施坦因趁机做好了反攻的准备，于9月21日对苏军两翼发动了突击。这次突击出乎正在等待预备队加强的梅列茨科夫的预料，成功击退了列宁格勒方面军，包围了第2突击集团军。但曼施坦因在歼灭被围的第2突击集团军时遇到了和梅列茨科夫同样的窘境，兵力不足，抵抗顽强且密林地区不宜机动，他只好从围攻列宁格勒的军队中抽调大量火炮进攻。4天后大本营最终同意回撤，梅列茨科夫亲临前线，费了很大力气才在10月份打开了缺口，将集团军的一部分撤到沃尔霍夫河东岸。曼施坦因回忆录中强调自己的突击成功歼灭了第2突击集团军的一大部分，俘虏12,000余人:251。整个战役苏军在付出伤亡100,000人的惨重代价后，未能解除对列宁格勒的包围，但德军的人员和弹药也消耗严重，不得不放弃了占领列宁格勒的「北方之光」行动:540-543。
1942年11月朱可夫和伏罗希洛夫来到前线，协调两个方面军和舰队的行动。朱可夫指出了梅列茨科夫在进攻中把预备队放置过于靠前，实际上成了第1梯队，这使部队遭到了严重损失。他也注意到当地炮兵观测的困难，特别是这样的多林地区，更容易浪费炮弹，他为此要求补充航空气球和校准机:419-420。1943年1月13日“火花”行动开始，五天之后两个方面军之间被合围的德军被完全清除，到1月22日已经建立了8公里－10公里的走廊，之后迅速修建了一条铁路以便更好的给列宁格勒供应物资。在战斗中苏军缴获了1辆德国新制造的“虎式”坦克，梅列茨科夫命令将其运到实验靶场以找到装甲的弱点，这让苏军研发了125毫米自行火炮，后来在库尔斯克战役中起到了很大作用。这一战役后不久，梅列茨科夫和戈沃罗夫均获得1枚表彰进攻的苏沃洛夫勋章。
“火花”行动之后的1年中，大本营不断把预备队调往乌克兰地区用于进攻，沃尔霍夫方面军的任务变为巩固和扩大已经建立的走廊。梅列茨科夫创造了“磨面机”战法，通过炮兵和航空兵在胶着的双方战线上造成声东击西的效果，逐步摧毁敌人在姆加突出部的防线，迫使敌人将预备队从库尔斯克地区调离。在1943年冬季进攻姆加时，梅列茨科夫陪伏罗希洛夫去检查楔入德军阵地的1个师的情况，指挥所被敌人包围了。来救援的坦克部队到达后，坦克手向梅列茨科夫报告已经击退敌人，伏罗希洛夫看了大喊：“基里尔·阿法纳西维奇，这不是你的儿子吗:353-354」？1943年12月梅列茨科夫组织了校阅战术演习和炮兵学术研讨，同时进行了大量的侦察和工兵作业，为即将进行的攻势作准备。1944年1月14日列宁格勒-大诺夫哥罗德攻势开始，不久切断了诺夫哥罗德周边的铁路和公路，攻占诺夫哥罗德，将战线推进了25公里，于1月27日彻底解除了对列宁格勒的包围:610。之后梅列茨科夫又组织了针对卢加和德国北方集团军群的的该攻势的第2和第3阶段，相对于第1阶段的顺利，后两个阶段遭遇的抵抗大大增强。整个攻势中共歼灭德军60,000人左右，将战线推进了60公里－100公里，后来被认为是“十次打击”中的第1次:464。

### 北方战线

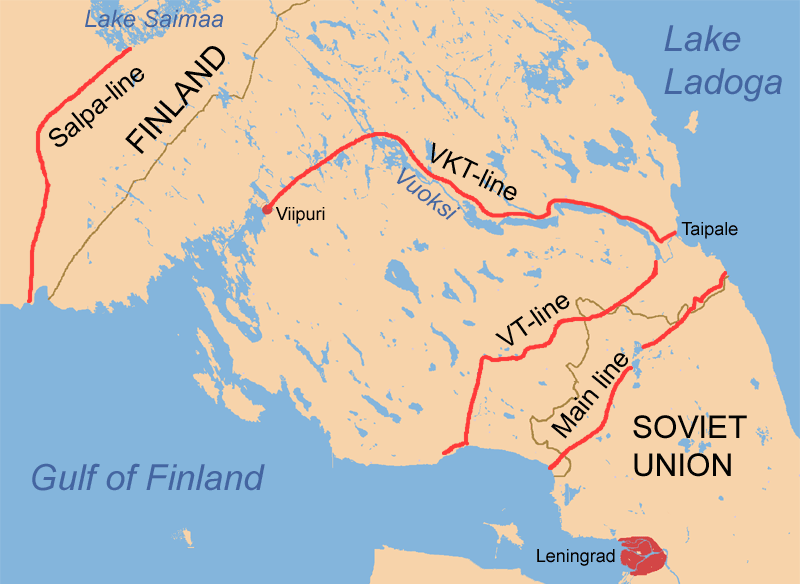
苏芬边界态势图，维堡-彼得罗札沃茨克攻势发起后，苏军突破了图中的main line和V-T line，但在VKT线遇到了猛烈的抵抗，虽然达成了一些突破而无法扩大，只得撤退

1944年2月中旬正准备参与列宁格勒-大诺夫哥罗德攻势的第四阶段—纳尔瓦战役的梅列茨科夫得悉沃尔霍夫方面军再次被撤消，自己被任命为位于芬兰边界的卡累利阿方面军司令员。对于已经到了白俄罗斯边界，希望和德军在正面战场交手的梅列茨科夫来说，这一任命让他不满，但斯大林认为梅列茨科夫对苏芬边境地区十分熟悉，可以立即就在当地组织起进攻。梅列茨科夫只得接受了任命，指挥5个集团军在布满石林、森林和沼泽的荒漠地带把位于近极地地区的德军赶走，同时尽量搞好和正在与苏联进行谈判的芬兰的关系:421-456。1944年的春天和夏天，梅列茨科夫都忙于战役的准备工作，整修和铺设道路，整编海军步兵和滑雪兵。4月－5月组织了包括作战人员和参谋人员一起的进攻训练:348。
1944年4月芬兰拒绝了苏联的谈判条件，为了让芬兰退出战争，战役的任务改为进攻位于卡累利阿地峡的芬兰军队。梅列茨科夫打算向斯大林汇报时用敌人防御的模型和航空照片来强调不利的地形和敌人牢固的防御，希望可以要到预备队。深谙斯大林不喜欢多余解释的副总参谋长阿列克谢·安东诺夫和什捷缅科建议他别这么做，但梅列茨科夫未听劝阻，结果遭到了训斥。第2天安东诺夫和什捷缅科计算了所需预备队，重新向斯大林汇报，斯大林立即批准了补充一些武器的要求:340-342。6月列宁格勒方面军发起了维堡-彼得罗扎沃茨克攻势，取得一些突破后，部分芬兰军队被从卡累利阿方面军正面调离，去防御列宁格勒方面军，18日梅列茨科夫指挥渡过斯维里河，突破了芬兰军的两道防线，完成了解放奥洛涅茨和彼得罗扎沃茨克的任务，到6月底，已肃清了基洛夫铁路全线的芬兰军队:364-382。为了扩大战果，7月初梅列茨科夫组织了索尔塔瓦拉战役，在回忆录中提到苏军一直推进到了苏芬边界，整个攻势歼灭了50,000名的芬兰军队，却回避了兵力占优势的苏军在第2阶段推进中遇到了芬兰军队的强力反击，在伊洛曼齐战役中被合围，只能抛下重武器撤退的情况，也没有提及大本营在战役期间多次批评方面军指挥混乱导致只是击溃未能歼灭敌军的事情:359。战役的结果是苏芬两方在VKT线（维堡-库帕萨利-泰帕）形成了僵持状态。
之后的9月苏联和芬兰完成了停战谈判，梅列茨科夫来到卡累利阿方面军的北段，组织方面军和北海舰队联合实行的佩察莫-希尔克内斯攻势，目标是迅速消灭芬兰境内试图撤退的德军第20拉普兰集团军。梅列茨科夫的方案是以主力实施侧翼迂回，在恰普尔湖南岸实现突破，把德军合围在佩察莫地区。为了达到这一任务，梅列茨科夫向大本营要求了一个当时认为已经过时的KV重型坦克团，事实证明这起到了很大作用。苏军从10月初发动进攻，不久就歼灭了位于防线中央的德军山地步兵第2师。10月底时越过挪威边境，解放了被德军用作海军基地的希尔克内斯。达到占领佩琴加的目标之后，供应无法为继，梅列茨科夫遂命令停止了攻势，整个攻势歼灭德军约20,000人，这次攻势的胜利鼓舞了挪威的抵抗运动:373-375。10月底梅列茨科夫被授予苏联元帅军衔。不久他获得挪威国王哈康七世颁发的圣奥拉夫勋章，此时他已经猜测到自己将前往远东作战:383-426。

### 远东战役

苏军进攻关东军行动图，图片右侧从滨海地区向长春地区突击的即为梅列茨科夫率领的远东第一方面军

1945年3月梅列茨科夫和他的整个方面军领导班子被调往远东，整顿和增强当地的军事力量，准备对日作战，斯大林曾说“这个机灵的雅罗斯拉夫尔人一定有办法打败日本人，他并非头次在森林区作战和突破筑垒地域”:395。他被任命为滨海军队集群司令（后改称远东第一方面军），化名为马克西莫夫上将。之所以用这个化名是因为梅列茨科夫当时在国内外都较为知名，如果知道他在远东会泄露军事动向:109-110，此外当时这一地区确有这位将军，在指挥1个集团军。以至于他的老朋友，后来的远东第2方面军司令马克西姆·普尔卡耶夫上将刚见到他时吓了一跳，以为他犯了什么错误被降级了，这同样成功迷惑了关东军的情报网。在进行了建设道路、侦察和编写战役训令等工作之后，梅列茨科夫于6月回到莫斯科参加了红场胜利阅兵，率领卡累利阿方面军的混成团第一个经过主席台。6月－7月他与华西列夫斯基、总参谋长安东诺夫等人在莫斯科制定了远东战局计划:657。
按照计划，梅列茨科夫的远东第1方面军主力从沿海地区出发，突破日军设置在东满地区的防线，向位于吉林地区的关东军进行突击，以期与马利诺夫斯基率领的外贝加尔方面军配合，共同指向长春，此外他还指挥远东第一方面军和普尔卡耶夫的远东第二方面军共同把哈尔滨地区的关东军合围在1个周长为1,500公里的区域里。8月9日发动进攻之前天降暴雨，梅列茨科夫果断命令不经炮火准备按照计划发动进攻，突然袭击起到了作用，苏军顺利夺取了前沿阵地，1周内远东第1方面军突破了关东军第1方面军永备筑垒地域，突入了120公里－150公里:449-463。日军司令部则完全失去了对队伍的指挥，直到8月15日前都未组织有力抵抗。8月15日后日军试图在牡丹江地区组织重兵抵抗，但仍无法阻止远东第1方面军的推进。18日关东军司令员山田乙三未对梅列茨科夫要求其投降的电报予以答复，梅列茨科夫命令在哈尔滨等机场机降空降兵，8月19日关东军投降:258-261。
除了军事工作，梅列茨科夫还作了政治方面的工作。8月底的时候他到周保中率领的中国旅检查训练，并让下属提供朝鲜营营长金日成的报告，之后给金日成颁发了红旗勋章，金日成也提及自己和梅列茨科夫的交往。9月的时候，梅列茨科夫视察了解放的长春、沈阳和大连，协助了中国共产党回复在东北地区的党组织和北满委员会的建立。他自己觉得这一段时间特费心的事情是把如何把在朝鲜的苏联军队转移到三八线的北侧，9月8日他获得了苏联最高军功章：胜利勋章:464-475。

## 战后岁月与评价

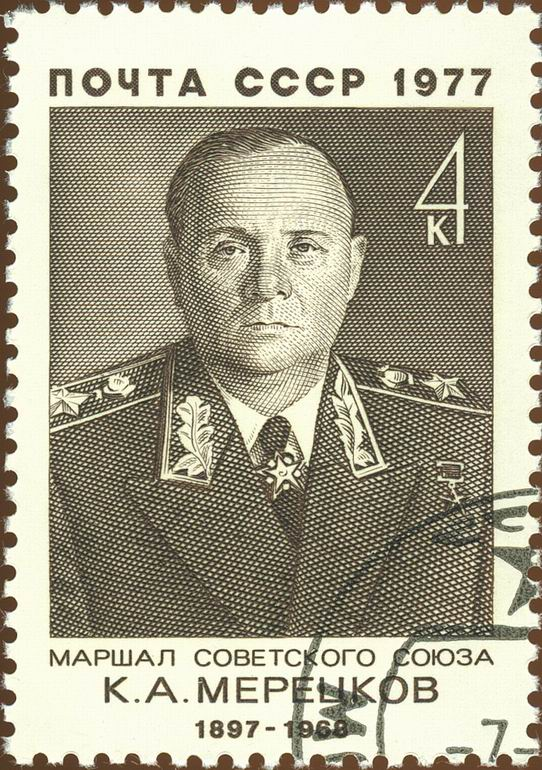
前苏联于1977年发行的纪念梅列茨科夫邮票

二战之后梅列茨科夫先后担任滨海军区司令（1945年－1947年）、莫斯科军区司令（1947年－1949年）、白海军区司令和北部军区司令（1949年－1954年），并任过高级步兵学校校长。1955年－1964年他出任苏联国防部长助理，主管高等军事院校。1957年叙利亚危机时，赫鲁晓夫把他派往苏联和伊朗边境，一旦土耳其入侵叙利亚，就准备对土耳其进行军事行动。1964年4月起任苏联国防部总监察组总监这一闲职，相当于退休。1968年去世后葬于莫斯科克里姆林宫红场墓园。莫斯科、列宁格勒、彼得罗扎沃茨克都有用他的名字命名的街道，提赫温有以他名字命名的广场和他的纪念碑。
梅列茨科夫资历较深，参加过俄国内战和西班牙内战，苏芬战争后被斯大林提拔，二战之前已是当时苏军仅有的5名大將之一。斯大林惯于戏称梅列茨科夫“机灵的雅罗斯拉夫尔人”，梅列茨科夫自己也搞不懂为何斯大林会这么称呼自己，莫洛托夫回忆说这是因为斯大林认为雅罗斯拉夫尔这个地方的人都很精明。斯大林看重梅列茨科夫在军队训练、密林地区进攻和突破永久筑垒地域的经验，这也导致了在二战中他常被派到需要整编军队的战区和在苏芬边境这样的相对次要的战线作战。梅列茨科夫也曾表示不满，但“当自己意见和斯大林不相同时，他就会生气”，而当他遇到斯大林要求的不切实际，尽快发动战役的指令，例如仓促进攻芬兰时，他选择尽力执行斯大林的指令。1941年有过被内务部审问经历之后，他更为尽力地执行了柳班战役和第一次解围列宁格勒这种仓促的进攻行动。
华西列夫斯基在自己的回忆录里把他的性格和果断刚强，承担全部责任的朱可夫在一起做了对比，称赞梅列茨科夫的优点是“慎重和预见性”，认为他擅长战役准备，会和总参谋部协商对策，并一定要弄清楚“上层”的意见:677，什捷缅科评价他平易近人，事业心强，和各集团军领导相处融洽:345-346。